# Mellaria
Mellaria o Melaria es el nombre de una de las dos ciudades romanas con nombre Mellaria. En concreto esta entrada corresponde a una antigua ciudad costera de la Provincia de Cádiz (España), situada en la ensenada de Valdevaqueros, municipio de Tarifa. Citada por Plinio el Viejo , Estrabón, Pomponio Mela y Plutarco. Aparece como mansión de la vía costera anterior a Baelo Claudia.
Mellaria fue un asentamiento romano de la antigua provincia de la Bética, que está ubicada en el municipio de Tarifa si no en la propia ciudad, con una importante factoría pesquera y de salazones en la ensenada de Valdevaqueros, en el lugar conocido como Casas de Porro. En este asentamiento romano se han conservado restos arqueológicos de la factoría de salazón, de gran importancia en todo el Estrecho de Gibraltar, y la población, de tamaño reducido, se localiza cerca de la Playa de los Lances o en la propia Tarifa. Sin embargo, el nombre de la aldea o vicus de Mellaria significa propiamente 'factoría de miel', actividad que muy pronto debió de ser residual tras el desarrollo de las factorías de salazón.

## Localización

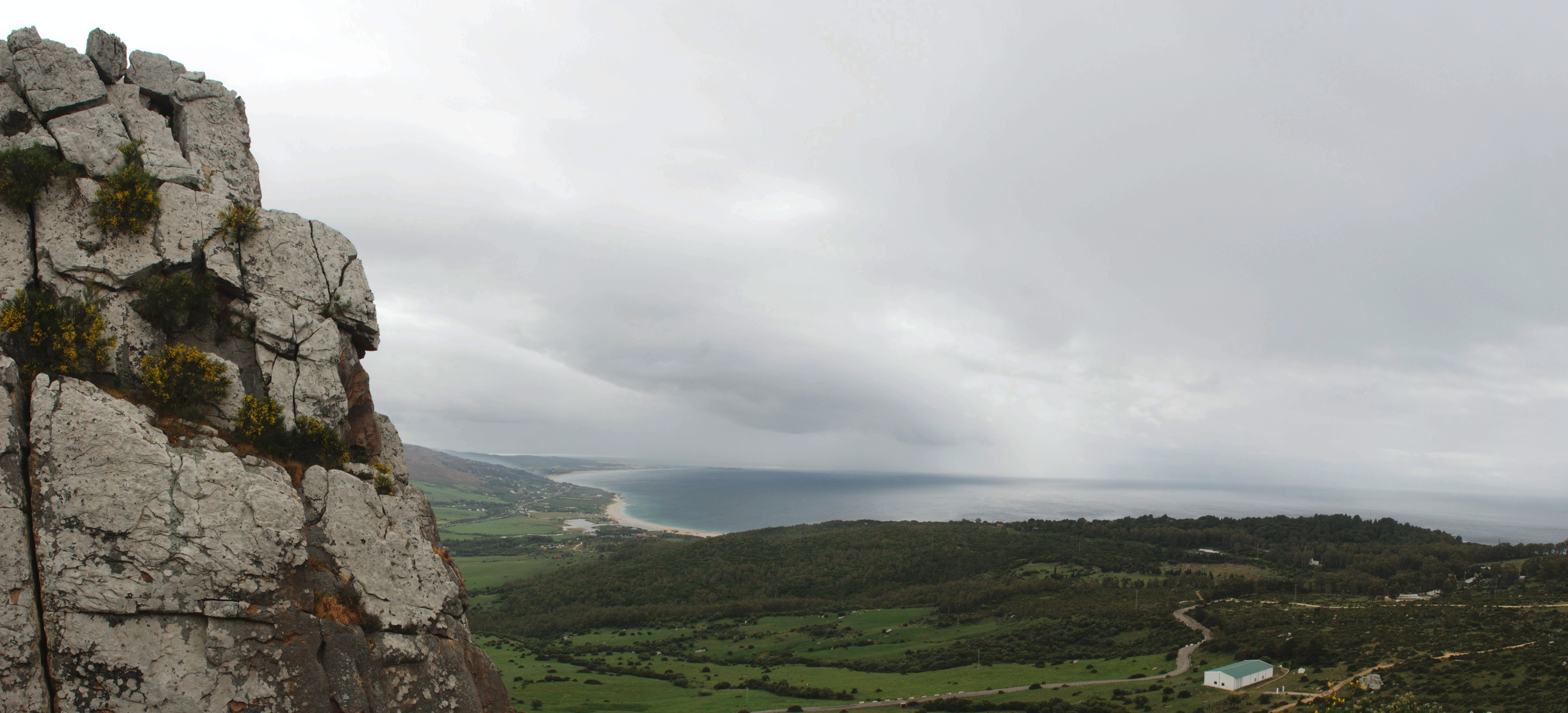
Valdevaqueros, localización del enclave

Ignacio López de Ayala, en su obra Historia del Estrecho de Gibraltar, puso de manifiesto que Mellaria es lo que ahora se conoce como actualmente como Tarifa. Afirma esta teoría a través de pruebas arqueológicas, como por ejemplo monedas y cimientos. La tesis del erudito gaditano del siglo XVIII no fue aceptada, ya que muchos historiadores relacionaron erróneamente Tarifa con la ciudad de Iulia Traducta, situada en Algeciras. No obstante, gracias a un texto clásico desconocido, pudo corroborar la idea del gaditano Ayala.
El texto clásico mencionado anteriormente pertenece al naturalista romano Caio Plinio; aparte de naturalista fue escritor, y tocaba temas como geografía o biología (entre otros). Este ilustre romano se sitúa en la cronología del siglo I d. C. Su gran obra es Historia Natural que constituye una de las fuentes principales para el conocimiento de la Hispania romana. Esta obra empieza con una descripción del Estrecho de Gibraltar. Incluso Plinio se atreve a mencionar los dos puntos geográficos de las Columnas de Hércules: Vicus de Mellaria (Hispania) y Promunturium Album (costa africana). Vicus de Mellaria corresponde a la pequeña aglomeración urbana, en cambio, Album es un enclave físico de África. Tanto Plinio como Turriano Gracil (escritor y militar local de la antigua Tarifa) menciona la poca distancia que separaba a los dos puntos geográficos (la distancia que hay en el Estrecho Gibraltar), por lo que conduce a pensar que Mellaria es Tarifa (puesto que Tarifa es la ciudad que está situada en la punta meridional de Hispania, y muy cerca de la costa africana). Esta descripción permite la aceptación de la tesis realizada por Ayala.
Aparte de Plinio, hay otros autores clásicos que mencionan a Mellaria, ubicándola como afirmaba Ayala. Estrabón menciona la población de Menralia, ubicada entre los asentamientos de Carteia y la actual Baelo Claudia. Plutarco también hace referencia a Mellaria a través de las actividades que hizo Sertorio; en este relato hablar de las actividades económicas de Mellaria, dándole importancia su puerto pesquero. Otro escritor que trata sobre Mellaria es el geógrafo Claudio Ptolomeo, ubicándola entre Belo (es decir, Baelo Claudia) y Traducta (en la Bahía de Algeciras).
Con toda la información que se tiene se pueden sacan varias conclusiones: las descripciones de los autores clásicos y las fuentes literarias sobre Mellaria no nos da unos resultados exactos para la localización de dicho vicus. Lo que se tiene claro, mediante las descripciones de los autores, es que Mellaria es un asentamiento que se encuentra entre Belo y Carteia, territorios correspondientes al Estrecho de Gibraltar. Investigadores apuestan que está localizada en Valdevaqueros, en cambio, otros afirman que pertenece a la actual ciudad de Tarifa; historiadores locales del municipio asignan a Tarifa como la “heredera” del antiguo asentamiento de Mellaria. Sin embargo, aún se sigue teniendo dudas sobre su localización precisa. Pero parece ser que Turriano Gracil acierta con sus testimonios sobre la localización de Tarifa, su lugar natal. Para conocer la auténtica localización de Mellaria tendremos que esperar a que se realicen pruebas arqueológicas con el objetivo de cerrar este debate historiográfico acerca de la ubicación de la antigua Mellaria.